# Thomas A. Krüger
Thomas A. Krüger (* 1918 in Osnabrück; † 1984) war ein deutscher Maler und Grafiker.
Thomas Alfons Krüger  lebte von seiner Arbeit als Grafiker. Er lernte in den Jahren 1948 bis 1950 von Wilhelm Renfordt. 1952 und 1953 lernte er bei Otto Pankok. Ab 1954 war er Dozent an der Volkshochschule. Von 1962 bis 1966 besuchte er regelmäßig die Sommerakademie von Oskar Kokoschka in Salzburg was schließlich dazu führte, dass er später den Salzburger Oskar-Kokoschka-Preis erhielt (aber nicht den Oskar-Kokoschka-Preis des Staates Österreich). Krüger stellte seine Bilder in Ausstellungen in Rom, Paris, Bangkok, Sao Paulo, Salzburg und Haarlem aus.
Von 1968 bis 1978 führte er den von Fritz Szalinski gegründeten Osnabrücker Regionalbezirk des Bundesverband Bildender Künstlerinnen und Künstler (BBK) und organisierte mit dem BBK große Ausstellungen. Er prägte Künstler wie Maria Feldkamp, Erika Rußwinkel-Schulz, Reinhard Klink Ingrid Deventer und Elisabeth Ossendorf.

## Werke
- „Die blaue Küste“, Lithografie, signiert und nummeriert 63/150, ca. 20 × 31,5 cm, unter Glas gerahmt[14]
- „Erinnerung an einen Sommer“, Paris (1980), signierte und datierte Drucke.
- „Herbstwald“, Öl auf Pappe (1974)[15]

## Ausstellungen
- 1975: Kunsthalle Dominikanerkirche[16]
- 1978: Thomas A. Krüger: Oelbilder, Aquarelle, Grafik: Ausstellung im Akzisehaus Osnabrück vom 18. August bis 17. September[17]
- 1983: Thomas A. Krüger: Ölbilder, Aquarelle, Lithographien Ausstellung in der Dominikanerkirche Osnabrück zu seinem 65. Geburtstag.[18]
- 1985/86 Galerie Gronert[19]
- 2005 Impulse International[20]